# Honorato III de Mônaco
Honorato III, Príncipe de Mônaco (10 de novembro de 1720 - 12 de maio de 1795) reinou por quase sessenta anos o Principado de Mônaco, de 1733 a 1793. Ele era o filho de Luísa-Hipólita, Princesa de Mônaco e Duquesa de Valentinois, e de Jacques de Goyon de Matignon, Príncipe de Mônaco e Duque de Valentinois. Casou-se em 1757 com Maria Catarina de Brignole, filha de Giuseppe Brignole, marquês de Brignole-Sale e de Maria Anna Balbi. Honorato III e Maria Catarina tiveram dois filhos: 
- Honorato IV, Príncipe de Mônaco, nascido em 1758.[1][2][3]
- José Grimaldi, Príncipe de Mônaco, nascido em 1763.